# Terra Boa
Terra Boa là một đô thị thuộc bang Paraná, Brasil. Đô thị này có diện tích 320,905 km², dân số năm 2007 là 15041 người, mật độ 45,4 người/km².